# Szamostatárfalva, Szabolcs-Szatmár-Bereg
Szamostatárfalva  este un sat în districtul Csenger, județul Szabolcs-Szatmár-Bereg, Ungaria, având o populație de 306 locuitori (2011). 

## Demografie
Componența etnică a satului Szamostatárfalva
     Maghiari (73,32%)
     Romi (26,68%)
Componența confesională a satului Szamostatárfalva
     Reformați (70,92%)
     Romano-catolici (3,59%)
     Greco-catolici (3,27%)
     Fără religie (3,27%)
     Necunoscută (18,95%)
Conform recensământului din 2011, satul Szamostatárfalva avea 306 locuitori. Din punct de vedere etnic, majoritatea locuitorilor (73,32%) erau maghiari, cu o minoritate de romi (26,68%).  Din punct de vedere confesional, majoritatea locuitorilor (70,92%) erau reformați, existând și minorități de romano-catolici (3,59%), persoane fără religie (3,27%) și greco-catolici (3,27%). Pentru 18,95% din locuitori nu este cunoscută apartenența confesională.